# Théo van Rysselberghe
Théo (Théophile) van Rysselberghe (født 23. november 1862 i Gent, død 14. december 1926) var en belgisk maler.
Maleren Théo van Rysselberghe er født i i Gent, i en fransktalende borgerfamilie.
Han studerede først på The Academy of Ghent, og derefter (år 1879) på The Academy of Brussels.